# Geschichte der Neuapostolischen Kirche
Die Neuapostolische Kirche (NAK) ist eine christliche, trinitarische und prämillenaristische Religionsgemeinschaft, die sich als Wiederherstellung urchristlicher Verhältnisse zur Zeit der biblisch überlieferten Apostel betrachtet und folglich in Anspruch nimmt, von neuen Aposteln geführt zu werden. Ihre Ursprünge gehen auf eine Erweckungsbewegung um die Entstehung der katholisch-apostolischen Gemeinden (KAG) im 19. Jahrhundert in Großbritannien zurück. Mit anderen verwandten Gemeinschaften zählt sie deshalb auch zur Konfessionsgruppe der apostolischen Gemeinschaften.
Während sich die NAK selbst als direkte Nachfolgerin der KAG als Folge eines Schismas 1863 in Hamburg sieht, ist dies unter Experten umstritten: Der Theologe Albrecht Schröter datiert den eigentlichen Beginn der (späteren) NAK auf das Jahr 1879, als es zu einer Trennung innerhalb der allgemeinen christlichen apostolischen Mission zwischen den Anhängern um Friedrich Wilhelm Schwarz und Heinrich Geyer kam. Der Religionswissenschaftler Helmut Obst verweist gar auf das Jahr 1897, in dem Friedrich Krebs das für die neuapostolische Lehre kennzeichnende Stammapostelamt schuf.

## Anfänge

### Trennung von den katholisch-apostolischen Gemeinden

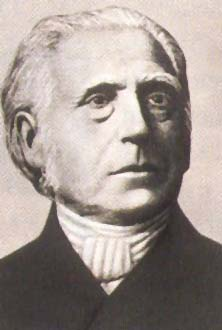
Apostel Friedrich Wilhelm Schwarz

In den 1830er Jahren entstand in Großbritannien eine endzeitlich geprägte, konfessionsübergreifende Erweckungsbewegung. In Teilen dieser Bewegung kam es zu einzelnen Gemeindegründungen. Unter dem Eindruck endzeitlicher Prophezeiungen wurden zwölf Persönlichkeiten aus Großbritannien zu „Aposteln“ berufen, deren Aufgabe es sein sollte, das gesamte Christentum auf das zweite Kommen Jesu vorzubereiten. Sie versammelten sich auf dem Albury-Anwesen in Surrey und verfassten das sogenannte „Testimonium“, das sie verschiedenen weltlichen und kirchlichen Oberhäuptern der damaligen Welt überreichten. Später entstanden daraus die katholisch-apostolischen Gemeinden, die nach biblischem Vorbild in zwölf verschiedene geografische Stämme eingeteilt und von jeweils einem Apostel betreut wurden. Diese gerieten 1855 nach dem Tod dreier Apostel allmählich in eine Krise, da man die vakant gewordenen Plätze wegen fehlender theologischer Rechtfertigung nicht wiederbesetzte.
Dagegen opponierte besonders eine Gruppe um den deutschen Propheten Heinrich Geyer. Der Großteil der Mitglieder der katholisch-apostolischen Gemeinde in Hamburg, einschließlich des Ältesten Friedrich Wilhelm Schwarz, des Priesters Carl Wilhelm Louis Preuß und Heinrich Geyers, wurden vom Apostel Francis Valentine Woodhouse 1863 aus den katholisch-apostolischen Gemeinden ausgeschlossen, nachdem Geyer Rudolf Rosochacki in Königsberg ohne Zustimmung der englischen Apostel ebenfalls zum Apostel ausgerufen hatte. Rosochacki trat kurz darauf von seinem Apostelamt zurück und kehrte zur katholisch-apostolischen Gemeinde zurück.
Die getrennte Hamburger Gemeinde nannte sich von da an Allgemeine christliche apostolische Mission (AcaM) und wurde vom zum Apostel dieser Gemeinschaft ordinierten Carl Wilhelm Louis Preuß geführt. Friedrich Wilhelm Schwarz wurde als Apostel in die Niederlande gesandt, wo er die „Apostolische Zending“ und spätere „Hersteld Apostolische Zendingkerk“, den niederländischen Arm der Bewegung, gründete. Dort lernte er 1870 auch den evangelischen Missionar Friedrich Wilhelm Menkhoff kennen, der sich der Bewegung anschloss und Schwarz von einer Abkehr von der katholisch-apostolischen Liturgie zugunsten einer calvinistischen Gottesdienstform überzeugte; diese hallt in Liturgie und Kircheneinrichtung der NAK bis heute nach. Aufgrund seiner Haltung wurde Menkhoff auch ein wichtiger Gegenspieler des traditionalistischen Propheten Geyer.
Als Apostel Preuß 1878 starb, entbrannte ein Nachfolgestreit, der bei einem Gottesdienst in Hamburg am 4. August 1879 eskalierte. Geyer versuchte Johann Friedrich Güldner vor der Gemeinde zum neuen Apostel zu berufen, wie er es bereits im März 1878 und bei einer Gebetsversammlung im Juli 1879 in Braunschweig getan hatte. Dagegen formierte sich heftige Opposition, der der Hirte Eduard Wichmann vorstand. Im Zuge der Tumulte ließ sich Wichmann, dem bereits Friedrich Schwarz deutliche Ambitionen auf die Nachfolge von Preuß nachsagte, von seiner Ehefrau und seinem Sohn durch prophetische Rede zum Apostel rufen. Heinrich Geyer und Johann Friedrich Güldner verließen unter Protest den Kirchensaal und trennten sich mit zahlreichen anderen unter dem bisherigen Namen „Allgemeine christliche apostolische Mission“ von der Hamburger Gemeinde. Der Rest verblieb bei den Aposteln Wichmann, Schwarz und Menkhoff sowie dem Ältesten Friedrich Krebs – vorerst unter dem Namen „Allgemeine apostolische Mission“.

### Festigung der (neu-)apostolischen Gemeinden

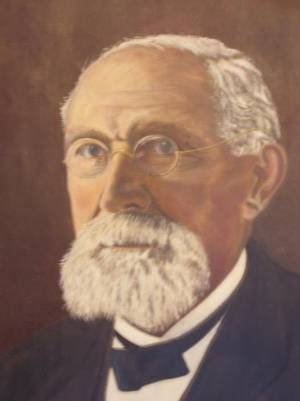
Stammapostel Hermann Niehaus (Gemälde)

Denkmalgeschützte Kapelle in Wahlsdorf (1911), die der Neuapostolischen Kirche von 1910 bis 2005 als Gottesdienstlokal diente. In den damaligen HerzogtümernAnhalt und Braunschweig war die NAK bereits bis 1918 relativ stark verbreitet.

Die Gemeinden, die in Deutschland von Wichmann und Krebs (später „Apostolische Gemeinde“) und in den Niederlanden von Schwarz und Menkhoff („Apostolische Zending“) angeführt wurden, stellten zu dieser Zeit einen losen Verbund mit uneinheitlichen Glaubensvorstellungen und -praktiken dar. Erst unter der Führung des 1881 zum Apostel ordinierten Friedrich „Fritz“ Krebs (zuständig für den Stamm Nord- und Ostdeutschland) und damit nach der Trennung von Geyer, der für eine Aufrechterhaltung der katholisch-apostolischen Tradition stand, sowie dem Tod von Schwarz und Merkhoff 1895 erwuchs eine zunehmend uniformere Religionsgemeinschaft. Seit 1896 wurde Krebs als „Einheitsvater“ oder Stammapostel bezeichnet. Am 21. Juli desselben Jahres setzte er Hermann Niehaus zum Apostel für den Bereich Bielefeld ein. 1898 bestimmte er ihn dann in einem Gottesdienst in Berlin als seinen Nachfolger im Stammapostelamt. Am 20. Januar 1905 starb Krebs, und Niehaus übernahm das Amt.
Unter Niehaus entwickelte sich die NAK stark im Hinblick auf innere Festigung, Ausbreitung und Profilgebung. Im August 1906 setzte der neue Stammapostel für den verstorbenen Apostel Ruff den Apostelhelfer und späteren Nachfolger Johann Gottfried Bischoff zum Bezirksapostel für Mitteldeutschland und Württemberg ein. Nach Entschluss einer Apostelversammlung 1907 wurde die Gemeinschaft erstmals als „Neuapostolische Gemeinde“ benannt und erwarb in einigen Ländern des Deutschen Kaiserreiches den Status einer Körperschaft des öffentlichen Rechts. Niehaus setzte zahlreiche jüngere Amtsträger ein, berief regelmäßig Apostelversammlungen ein und gründete 1907 die Kirchenschrift Apostolisches Sonntagsblatt (später Neuapostolische Rundschau) als neue wöchentliche Lektüre und Ersatz der Zeitschriften Der Herold und Wächterstimme aus Ephraim. 1908 gab er die Allgemeinen Hausregeln – und darin das erste neuapostolische Glaubensbekenntnis – heraus, 1916 das erste Lehrbuch über den neuapostolischen Glauben Fragen & Antworten. Am 19. August 1909 besuchte Niehaus zusammen mit Apostel Carl August Brückner als erster Stammapostel die amerikanischen Gemeinden. 1912/1913 erschien das einflussreiche Lehrbuch Alte und neue Wege, verfasst vom neuapostolischen Apologeten Emil Schmidt unter dem Pseudonym „Salus“, das die Gesamtschau der Neuapostolischen Gemeinde auf die christlich-jüdische Heilsgeschichte bis zur NAK als vollendender „Schlusskirche“ sowie eine erneuerte Version des Glaubensbekenntnisses beinhaltete.
Zu Beginn des 20. Jahrhunderts geriet die Gemeinschaft stärker ins Visier landeskirchlicher Kritik und Schmähungen, wobei man ihr auch staatsfeindliche Umtriebe unterstellte. Stammapostel Niehaus und andere neuapostolische Apologeten verdeutlichten ihren konservativ-patriotischen Monarchismus; die nationalistischen Anklänge fanden dabei auch in Predigt und Liedgut Widerhall. Nach den Allgemeinen Hausregeln von 1908 war neuapostolischen Christen die Mitgliedschaft in der aufstrebenden Sozialdemokratie und anderen revolutionären Bewegungen untersagt. Niehaus unterstützte die deutsche Kriegsführung im Ersten Weltkrieg, besonders aufgrund seiner feindlichen Gesinnung gegen das mit der katholisch-apostolischen Bewegung verknüpfte Vereinigte Königreich. Der Kriegsausbruch stellte die Glaubensgemeinschaft vor gewaltige Probleme, da zahlreiche dem Kriegspotential angehörende, ehrenamtliche Amtsträger (zwangs-)rekrutiert und an die Front entsandt wurden. Während des Krieges wurde das Abendmahl als Feldpostbrief mit einer mit drei Tropfen Wein beträufelten Hostie an Soldaten versandt. 1917 wurde diese – bis heute geltende – Praxis in allen Gemeinden eingeführt. War das Heilige Abendmahl bis dahin unter den beiden getrennten Gestalten Brot und Wein gefeiert worden, so finden seitdem bei der Abendmahlsfeier Hostien Verwendung, auf die bereits während der Herstellung drei Tropfen Wein geträufelt wurden. Die Niederlage der Mittelmächte gegen die Alliierten der Entente stellte auch auf Glaubensebene einen Rückschlag für die Neuapostolische Gemeinde dar: Stammapostel Niehaus und der als (Stamm-)Prophet tätige Ernst Schärtlein sagten diverse Male einen Endsieg der deutschen Waffen voraus. Als interner Kritiker dieser Wirrungen trat besonders der Apostel Brückner hervor.
Am 10. Oktober 1920 ernannte Niehaus Bischoff zum Stammapostelhelfer und am 14. Dezember 1924 bestimmte er ihn zu seinem Nachfolger. Am 3. Oktober 1926 feierte der Stammapostel Niehaus noch seine Silberhochzeit, dann zwang ihn am 25. Januar 1930 ein Unfall am Vorabend der Feiern zu seinem 25-jährigen Stammaposteljubiläum, sich von seiner Tätigkeit zurückzuziehen. Er erholte sich nicht mehr, und am 21. September 1930 versetzte ihn das Apostelkollegium in den Ruhestand. Er starb am 23. August 1932 im Alter von 84 Jahren.
1905 hatte Niehaus sechs Apostelbezirke mit 488 Gemeinden übernommen; am Abschluss seiner Wirksamkeit waren daraus zwölf europäische Apostelbezirke mit etwa 1.600 Gemeinden geworden, zu denen noch 200 überseeische Gemeinden, die in dieser Zeit entstanden, zu zählen sind. 1925 zählte die Gemeinschaft in Deutschland 138.000 Mitglieder. Wesentlich für das Wachstum der Gemeinschaft wurden die sozial schwächeren Schichten, aus denen später wichtige Amtsträger hervorgingen. Kennzeichnend ist in diesem Zeitraum die zunehmend hierarchische Kirchenstruktur. Ab 1930 etablierte sich die Bezeichnung „Neuapostolische Kirche“.

### Herausbildung der neuapostolischen Lehre
Bereits vor der Jahrhundertwende breitete sich innerhalb der apostolischen Gemeinden die Lehre vom Neuen Licht aus, nach der die Befähigung zu prophetischen Weissagungen dem Apostelamt einverleibt und – aus Sicht ihrer radikalster Vertreter – Christus im Apostelamt vergegenwärtigt sei. Obwohl sich diese Lehre in der NAK nicht endgültig durchsetzen konnte, was an der Abspaltung von Julius Fischer 1902 deutlich wurde, hatte diese neben der Einführung des Stammapostelamts zahlreiche Auswirkungen auf die neuapostolische Lehre.

#### Stammapostelamt
Nach dem Tod von Friedrich Wilhelm Schwarz stellten sich die Apostel mehr und mehr unter die Führung Friedrich Krebs’. Er entwickelte 1895 allmählich das Konzept des Stammapostels als oberste Autorität innerhalb der Apostel und wurde damit laut Historiker Helmut Obst zum eigentlichen Gründer der modernen NAK. Die geistliche Begründung fiel dabei pragmatisch aus: Um die Notwendigkeit einer einheitlichen Führung zu verdeutlichen, verwies der damalige Apostel Niehaus auf die Führerschaft Moses unter den Israeliten sowie auf die patriarchale Stellung des Mannes in der Familie.
Das neue Amt brachte dennoch eine radikale theologische Veränderung dadurch, dass die Ordination von neuen Aposteln nun allein dem Stammapostel und nicht mehr der Rufung eines Propheten oblag. Dass dies das erklärte Ziel der Einführung des Stammapostelamts war, liegt laut den Historikern Obst und Hutten unter anderem deshalb nahe, weil Krebs offen Vorbehalte gegen das Prophetenamt äußerte. Zu Lebzeiten von Apostel Schwarz wurde er von diesem dahingehend noch deutlich ermahnt. Erst nach Schwarz’ Tod war es Krebs und Gleichgesinnten folglich möglich, das Primat des Apostelamts mit der neuen Führungsposition durchzusetzen.
War der Begriff Stamm aus der katholisch-apostolischen Gebietsaufteilung bekannt, versinnbildlichte er von nun an in Anlehnung an Johannes 15,5  die Abhängigkeit der Kirche vom Stammapostel. Der erste Gottesdienst, in dem die Funktion des Kirchenoberhaupts proklamiert wurde, fand zu Pfingsten 1897 in Berlin statt. Begriffe wie „Vater“ oder „Einheitsvater“ waren noch einige Jahre üblicher als der Begriff „Stammapostel“.
Bereits unter Krebs entwickelte sich ein starker Personenkult um das Stammapostelamt, der bis zur Amtszeit von J.G. Bischoff seinen Höhepunkt erreichen sollte. Besonders der einflussreiche Apostel Heinrich Friedrich Niemeyer opponierte gegen diese Entwicklung, was später unter Stammapostel Niehaus in einem weiteren Bruch eskalierte.

#### Wiederkunftserwartung
Die stark eschatologische Ausrichtung, die in den katholisch-apostolischen Gemeinden vorherrschte, relativierte sich unter der Führung Krebs’ zuerst merklich, auch im Zusammenhang mit der Aufbruchsstimmung im wilhelminischen Deutschland. Selbst noch das bedeutende Lehrwerk Alte und neue Wege von 1912 widmete der Thematik keinen einzigen Abschnitt. Im apostolischen Liedgut fanden sich Texte, die die Idee der Apostel als „Gott im Fleische“ aufnahmen – eine Formulierung, die Stammapostel Krebs prägte, der das Apostelamt und sich selbst an dessen Spitze als Vergegenwärtigung von Jesus Christus bezeichnete. Erst durch Prophezeiungen zum Ausgang des Ersten Weltkriegs und besonders unter Stammapostel Bischoff kam es zu einer Neuorientierung hin zur verstärkten Wiederkunftserwartung.

#### Charismatik
Die Lehre vom Neuen Licht wirkt bis heute nach, da sie eine Begründung zur allmählichen Zurückdrängung einiger charismatischer Elemente der katholisch-apostolischen Tradition (z. B. Weissagungen) und der Auflösung des Propheten- im Apostelamt lieferte. Während göttlich inspirierte Visionen (sogenannte „Gesichte“) noch bis in die 1980er Jahre überliefert sind, folgte am 13. Oktober 1985 in einem Gottesdienst in München die endgültige Absage an das Prophetenamt in der NAK durch Stammapostel Urwyler. Besonders der theologische Streit ums Prophetenamt führte in der Geschichte der NAK immer wieder zu Konflikten und Spaltungen.
Mit der scharfen Abgrenzung von der theologischen Ausbildung unter Niehaus und der Vorstellung von der Realpräsenz Christi im Amt behielt die NAK jedoch charismatische Ideen in der Glaubensvorstellung vom „zeitgemäßen Wort Gottes“ bei, wonach die Bibel nur durch die vom Heiligen Geist inspirierten Apostel und von ihnen beauftragten Amtsträger erschlossen werden könne; bereits damals wurde dies auch als Abgrenzung vom lutherischen Prinzip Sola scriptura verstanden. Dahingehend fanden sich in der NAK lange Jahre kontroverse Aussagen zum selbstständigen Bibelstudium der Mitglieder, das in einer unorthodoxen Auslegung von 2 Kor 3,6  als schädlich verstanden wurde. Die Vorstellung von der göttlichen Eingebung bei der Predigt hingegen ist bis heute wesentlicher Bestandteil der neuapostolischen Lehre.

#### Exklusivitätsanspruch
Die anfangs tief ökumenische Überzeugung, die in den katholisch-apostolischen Gemeinden und später auch besonders unter Heinrich Geyer im Selbstverständnis einer „Erweckungskirche“ innerhalb des Christentums gepflegt wurde, wich mit den Jahren einer starken Abgrenzung. Die Volkskirchen wurden vermehrt mit der „Hure Babylon“ gleichgesetzt und zum Gegenstand von Polemik; folglich rief man im Gegensatz zu den katholisch-apostolischen Gemeinden auch zum Austritt aus den Landeskirchen auf. Als Grund hierfür nennen Historiker insbesondere den Rückgang der theologischen Ausbildung der Geistlichen sowie die Ablehnung apostolischer Lehren durch die etablierten Kirchen. Die Vorstellung, dass alle Getauften Teil der Kirche Jesu Christi seien, begann allmählich in der „Apostolische Zending“ unter Apostel Schwarz und später besonders unter Stammapostel Krebs zu schwinden. Die Abwendung davon vollzog die NAK aber erst mit der Änderung des Glaubensbekenntnisses 1951 durch Friedrich Bischoff, wonach die „Wiedergeburt aus Wasser und Geist“ erstmals von der neuapostolischen Versiegelung abhängig gemacht wurde; daraus festigte die NAK einen jahrzehntelang gehaltenen Absolutheitsanspruch. Zwar fand sich eine solche Lehrmeinung auch schon 1890 bei Apostel Menkhoff, die Lehrschrift Alte und neue Wege mit dem Glaubensbekenntnis von 1913 wies jedoch noch ein allgemein-christliches Verständnis auf.

#### Entschlafenenwesen
Im Zusammenhang mit der Totgeburt eines Kindes 1872 unternahm Apostel Schwarz erste Überlegungen für die Post-mortem-Spendung von Sakramenten. Diese Ansätze des späteren Entschlafenenwesens setzten sich nur langsam durch. Taufe und Versiegelung wurden anfangs nur an in Weissagungen namentlich genannte Verstorbene gespendet, 1874 beispielsweise an berühmte Reformatoren wie Martin Luther, Philipp Melanchthon und Johannes Calvin. Ab 1886 existierte das Heilige Abendmahl für Entschlafene und spätestens seit 1898 fanden ausgewiesene Entschlafenengottesdienste im bis heute erhaltenen Rhythmus (dreimal pro Jahr) statt.

## Neuapostolische Kirche im Nationalsozialismus

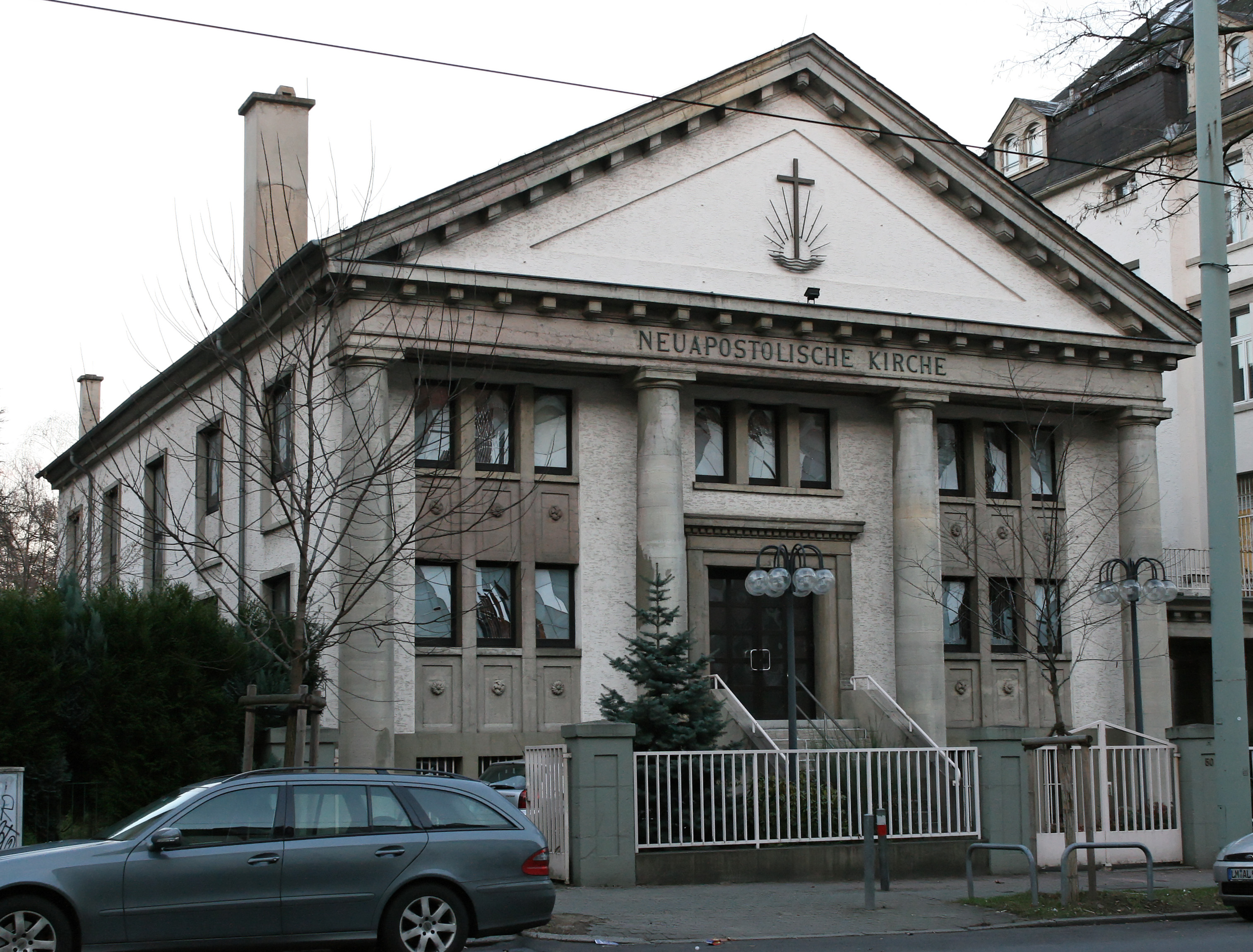
Kirche „Frankfurt-West“ (Aufnahme aus dem Jahr 2008) in Frankfurt-Bockenheim, Teil des Sitzes der Neuapostolischen Kirche während der Amtszeit von Stammapostel Bischoff (1930–1960)

### Anpassungskurs
Die Neuapostolische Kirche passte sich nach eigener Rückschau dem nationalsozialistischen Regime an, um Repressalien zu vermeiden. Der neuapostolische Geistliche und Historiker Karl-Peter Krauss spricht in einer einschlägigen Monografie von einer «inszenierten Loyalität». Auch wenn die christlichen Grundsätze der Neuapostolischen Kirche dem Weltbild des Nationalsozialismus grundlegend widersprachen, so wurde sie dennoch nicht dauerhaft verboten oder systematisch verfolgt.
1933 wurden die neuapostolische Gemeinden in verschiedenen Gegenden des Reichs (z. B. in Preußen) kurzfristig verboten aufgrund der charismatisch-schwärmerischen Praktiken, die in der NAK bis dahin noch existierten und nach NS-Auffassung als subversiv galten. Der damalige Stammapostel Johann Gottfried Bischoff versuchte, gute Beziehungen zum nationalsozialistischen Regime aufzubauen, um die Aufhebung eines Teils der Verbote zu erwirken. So schrieb Müller-Scheld, der Leiter der Landesstelle Hessen-Nassau im Reichsministerium für Propaganda und ein Mitarbeiter Joseph Goebbels’, in einem Empfehlungsschreiben für den Sohn des Stammapostels:

„Friedrich Bischoff ist Parteigenosse, mir seit Jahren bekannt und politisch und menschlich absolut zuverlässig.“

Am Tag von Potsdam predigte J. G. Bischoff, dass jetzt „der von Gott gesandte Führer gekommen sei“. Den Text der Ansprache ließ er in die Reichskanzlei schicken. In einem Rundschreiben an die Amtsträger vom 25. April 1933 erklärte Stammapostel Bischoff, dass es bei Eintrittsgesuchen von Mitgliedern gut sein werde, „die Personalien solcher Personen der zuständigen Ortsgruppe der NSDAP zur Nachprüfung vorzulegen“ und ihre Aufnahme erst nach dem Vorliegen einer Unbedenklichkeitserklärung der NSDAP zu vollziehen. Im Titel der kircheneigenen Zeitschrift Wächterstimme aus Zion wurde Anfang 1934 das hebräische Wort „Zion“ gestrichen. Insgesamt wurden 13 der deutschen Apostel bis zum Ende des Dritten Reichs Mitglied der NSDAP.
Des Weiteren verfügte Bischoff weitere kirchenpolitische Maßnahmen, um die Reputation der NAK unter den NS-Behörden aufzuwerten, z. B. ein allgemeines Verbot von Weissagungen und Zungenreden im Gottesdienst, die Löschung passiver Mitglieder zur Minderung des formalen Mitgliederbestands sowie das Hissen von Hakenkreuzfahnen an Kirchengebäuden oder den Hitlergruß nach Abschluss der Liturgie. Schon vor der Machtergreifung Hitlers im Jahr 1933 setzte sich Stammapostel Bischoff für die Akzeptanz von SA- und SS-Uniformen bei Gottesdienstteilnehmern und -leitern ein. Es beugten sich aber nicht alle Funktionäre (gerade in ländlichen Gebieten) den Vorschriften. Im Laufe der Zeit wurden immer wieder einzelne Gemeinden geschlossen.
Dieser Anpassungskurs wurde auch von SS-Obergruppenführer und Leiter des Reichssicherheitshauptamts Reinhard Heydrich bemerkt. Befürwortete dieser 1936 noch ein Verbot der NAK, sprach sich Hanns Kerrl, Reichsminister für die kirchlichen Angelegenheiten, dagegen aus. Heydrich äußerte sich im Leitheft über die Neuapostolische Gemeinde des Sicherheitsdienstes vom Mai 1937 mit skeptischer Anerkennung:

„Seit der Machtübernahme betont sie [Anm.: die NAK] in geradezu auffälliger Weise ihre nationalsozialistische Gesinnung. […] [J. G. Bischoff] verlangt von seinen Mitgliedern in zahlreichen Rundschreiben die gleiche positive Einstellung zum Staat, oft aber in einer reichlich plumpen Weise.“

In der kircheneigenen Zeitschrift wurden 1940 anlässlich eines Reiseberichts von Friedrich Bischoff Sätze gedruckt wie:

„Schwarze und Juden steigen auf der sozialen Leiter immer höher, sie verdrängen mit ihrer billigen Arbeitskraft den besser bezahlten Weißen auch aus Stellungen, die dem Weißen allein zustehen sollten […] Das farbige Element ist zum Angriff übergegangen […] Mit Berechtigung haben wir alles das, was dem Volke im Kino, Theater und Literatur als das Produkt einer jüdisch-marxistischen Klique geboten wurde, abgelehnt.“

Später im selben Jahr hieß es:

„Wohl hat sich der Weiße noch eine bestimmte Vorherrschaft erhalten können, sie ist aber stark ins Wanken geraten, und sie wird noch immer mehr ins Wanken kommen, je mehr der Jude Einfluß gewinnt, denn es ist sein Ziel, die Völker zu zersplittern, sie niederzuhalten und sie auszubeuten.“

1941 verkündete Unsere Familie:

„Deutschland wird kämpfen bis zum totalen Siege, das heißt, bis zur Befreiung Europas und der Welt von bolschewistischen Mördern, von der britischen Plutokratie und von Juden und Freimaurern“

„Die Tempel- und Synagogenbräuche der Juden sind […] für den, der sie – etwa in Warschau – einmal in Reinkultur gesehen hat, nur ein peinliches Schauspiel.“

Bereits im Mai 1939 schrieb Unsere Familie im Zusammenhang mit der Einweihung eines neuen Gotteshauses in Stettin von der „wirksamste[n] Zurückweisung der im Auslande verbreiteten jüdischen Hetzpropaganda, die märchenhafte Dinge von Kirchenzerstörungen und Christenverfolgungen zu berichten weiß“.

### Aufarbeitung
In welchem Umfang nationalsozialistische Ansichten verbreitet und die Einstellung angepasst wurde und ob dies aus Zwang durch die Gleichschaltungspolitik, Angst vor Repressalien oder aus eigenem Antrieb bzw. ideologischer Überzeugung einflussreicher Funktionäre oder Mitglieder geschah, ist bis heute Streitpunkt zwischen Mitgliedern und Kritikern der Kirche.
Nach Schilderung der NAK gelang es unter größten Schwierigkeiten, einen Teil dieser Verbote rückgängig zu machen. Darauf würden auch die anderen gegen die NAK ergriffenen Maßnahmen hinweisen: Die Nazi-Regierung habe die NAK mit ungewöhnlich hohen Steuern belastet, die Betreuung der Jugend sei unterdrückt worden, der Kauf von Grundstücken und der Bau von Kapellen abgelehnt worden, die Opfer durften nicht mehr erhoben werden, das Erscheinen der kircheneigenen Zeitschriften sei verboten worden, Bibeln und Gesangbücher hätten nicht mehr gedruckt werden dürfen. Die zur Gemeinde gehörenden Mitglieder jüdischer Abstammung seien nicht abgestoßen, sondern in jeder nur möglichen Weise unterstützt worden.
Anlass zu einer Positionierung gaben erste NAK-kritische Publikationen zur NS-Zeit, die der damalige Stammapostel Fehr zu internen Aktenuntersuchungen bewegte. Der Leiter der Arbeitsgruppe „Geschichte“, Walter Drave, legte eine solche 1994 vor, die aber nie veröffentlicht wurde. Aus dieser leitete Fehr die oben geschilderte Haltung anlässlich einer ersten öffentlichen Stellungnahme 1996 ab, und 2003 wurde sie vom Sprecher der Öffentlichkeitsarbeit Peter Johanning bei einem Vortrag weiter ausgeführt. Johanning gab einen Artikel aus dem „Jugendfreund“ vom Juli 1933 wieder, in dem schon kurz nach der Machtergreifung Hitlers zur „Untertanentreue“ aufgerufen wurde. Durch den Verweis auf Sir 10  legitimiere der Text das Verhältnis zwischen Staat und Kirche. „Man mag das heute als naiv empfinden, die Zeit damals brachte andere Schlussfolgerungen zu Tage.“ In jener Zeit seien die kirchlichen Amtsträger in den Richtlinien von 1933 zur politischen Enthaltung aufgerufen worden. „Dieses Bekenntnis zur unpolitischen Arbeit der Kirche“ habe „unmissverständlich die Idealvorstellung der Kirchenleitung“ signalisiert, „sich jeglicher politischer Stellungnahme zu enthalten, auch wenn die Realität hier und da anders ausgesehen“ habe. Im Weiteren gab der Pressesprecher dann die Ausführungen Richard Fehrs von 1996 zu diesem Thema wieder, wonach die Anpassung der Kirchenleitung zu dem Zweck geschehen sei, um „der Verkündigung des Evangeliums weiter nachkommen zu können“.
Die britische Historikerin Christine E. King, die die erste bekannte Abhandlung über die neuapostolische NS-Geschichte publizierte, befürwortete die These, dass die geistliche Führung der NAK den Nationalsozialismus nachdrücklich unterstützte. Sie beschrieb die Unterstützung des NS-Regimes durch die NAK-Führung als «vorbehaltlos, eifrig und praktische Umsetzung lange gehegter politischer Überzeugungen». Kings Argumentation nach spricht dafür, dass Stammapostel Bischoff sich schon vor der Machtergreifung 1933 für die Akzeptanz von uniformierten SA-Männern in neuapostolischen Gottesdiensten einsetzte, wie auch Helmut Obst anführte. Des Weiteren führt sie auch Begebenheiten direkter, lokaler Unterstützung von Parteiorganen und die Integration des Hitlergrußes in die Liturgie an. Dieselben Indizien sehen King und andere darin, dass die NAK ihre regimebefürwortende Haltung auch im Ausland vertrat oder dass über die Periodika des Verlags Friedrich Bischoff Artikel wie Adolf Hitlers Programmschrift Mein Kampf oder SA-Stiefel vertrieben wurden. Gesamthaft gelangt King denn auch zur Schlussfolgerung, dass Repressalien und Gleichschaltung alleine den damaligen Anpassungskurs der NAK nicht bestimmt haben können, da sie nachweislich signifikant weiter gegangen sei als andere christliche Minderheiten, die durch die NS-Behörden mit Argwohn beobachtet wurden. Schabronat führt an, dass der NAK durch die Erlaubnis zur Neugründung einer konfessionellen Zeitung und einer rechtlichen Gleichstellung mit Körperschaften des öffentlichen Rechts signifikante Privilegien zugesprochen wurden. Dennoch gesteht King ein, dass Geistliche der NAK die nationalsozialistische Rhetorik auch „kenntnisreich“ verwendet hätten, um Kirchengegner aus der NSDAP auf Abstand zu halten.
Der neuapostolische Historiker Karl-Peter Krauss bestritt 2017 die in der bisherigen Literatur maßgeblich und auch seitens der NAK lange gehaltene Meistererzählung, die Kirche sei während der NS-Zeit außerordentlich stark an Mitgliedern gewachsen. Dabei führt er an, dass die Mitgliederzahlen aus Kirchenarchiven für die Jahre 1933 bis 1945 deutlich unter jenen viel zitierter NS-Quellen bleiben, deren politische Objektivität anzuzweifeln sei; darunter fällt auch das von Reichsführer-SS Heinrich Himmler herausgegebene Leitheft über die Neuapostolische Gemeinde, demzufolge die NAK zwischen 1933 und 1936 von 240.000 auf 290.000 Mitglieder angewachsen sei, während kircheneigene Aufzeichnungen von 257.561 per Ende 1937 ausgehen. Im Vergleich zur Entwicklung der NAK-Mitgliedschaft in Nachbarländern wie der Schweiz, zu jener anderer christlicher Randgemeinschaften innerhalb Deutschlands sowie den in den Vorkriegsjahren angestiegenen Austrittszahlen ergebe sich eben keine solche Wachstumsdynamik während der NS-Zeit. Weiter untermauerte er seine Hypothese mit einer Fallstudie zur Mitgliederentwicklung der NAK in Baden-Württemberg, die durch das Werbeverbot ab 1933 stark gedämpft wurde. Dominik Schmolz relativierte diese Darstellung mit dem Einwand, dass die NAK mit Geburtenüberschuss immer noch ein moderates Wachstum aufbringen konnte, während die evangelische und römisch-katholische Kirche in Deutschland einen deutlichen Rückgang verkraften mussten.
Eine Entschuldigung für die äußere Zustimmung zum NS-Regime durch die damalige Kirchenleitung, analog zum Stuttgarter Schuldbekenntnis der Evangelischen Kirche in Deutschland, ist bisher nicht erfolgt.

### Kommunikationsstrategie
Der Historiker Klaus Schabronat stellt in seiner Analyse der Haltung der NAK heraus, dass die erste Stellungnahme 1996 einen abrupten Wechsel im kommunikativen Umgang der NAK mit der NS-Thematik darstellte. Beispielhaft stehe dafür die vom Kirchenverlag herausgegebene Biografie von Stammapostel Bischoff, die in der Zweitauflage von 1997 (just nach der ersten Stellungnahme) erstmals Anfechtungen und Verbotsbefürchtungen im NS-Staat erwähnt, während die Erstfassung 1987 darüber noch nichts zu berichten wusste. Außerdem wurde auch in anderen NAK-Abhandlungen zur eigenen Kirchengeschichte – unter anderem von Rockenfelder (1953) und Weinmann (1963) – nichts von feindlichen Verhältnissen im Dritten Reich erwähnt.

## Verhältnis zum DDR-Staat
Die Neuapostolische Kirche bezeichnet sich als politisch neutral und blieb in der DDR weitestgehend unbehelligt. „Wir geben der Hoffnung Ausdruck, dass auch in Zukunft die Zusammenarbeit zwischen dem Magistrat von Groß-Berlin und unserer Kirche, so wie bisher, eine für beide Teile recht segensreiche bleiben möge.“ Sie bewies ihre Ergebenheit gegenüber dem neuen Regime, für ihre loyale Arbeit erntete sie Lob politischer Stellen.
Ihr Alignment mit dem real existierenden Sozialismus versuchte sie auch dadurch zu signalisieren, dass man die Zugehörigkeit von Max Reichpietsch und Albin Köbis – wesentliche Protagonisten der Marineunruhen im Sommer 1917 – zur NAK anführte.
Um Vorwürfe zu klären, gehörte es von Anfang an zum offiziellen Auftrag der von Stammapostel Richard Fehr installierten AG Geschichte der Neuapostolischen Kirche, die DDR-Vergangenheit vorrangig zu erforschen. Die interne Akteneinsicht in kirchliche Archive trug laut NAK wenig zur Aufhellung dieser Gesamtproblematik bei. Zwar habe es offizielle Schreiben an die DDR-Regierung gegeben, doch ließen sich daraus weder ein „Anbiedern“ der damaligen Kirchenleitung im Osten noch Vergünstigungen für die Kirche durch das DDR-Regime ableiten. Eine offizielle Stellungnahme der neuapostolischen Kirchenleitung zur Zusammenarbeit der NAK mit dem Ministerium für Staatssicherheit der ehemaligen DDR steht bisher noch aus.
Olaf Wieland hingegen nennt als Hinweise für die guten Beziehungen zwischen NAK und Regime die Errichtung des Kirchengebäudes in Berlin-Lichtenberg durch die Staatssicherheit und der beidseitig freundschaftliche Ton im Briefwechsel zwischen Bezirksapostel Wilhelm Pusch und dem Minister für Staatssicherheit, Erich Mielke. Oft kritisiert wurde die positive Darstellung des DDR-Staats durch Stammapostel Fehr gegenüber dem damaligen SED-Zentralorgan Neues Deutschland. Im Archiv für Christlich-Demokratische Politik ist ein Bericht des CDU-Verbandes Frankfurt an der Oder überliefert, der ebenfalls auf eine positive Haltung der NAK gegenüber dem Regime schließen lässt:

„Die größte Aufgeschlossenheit hinsichtlich der Politik unseres Staates [Anm.: der DDR] finden wir bei den Amtsträgern und Gliedern der Neuapostolischen Kirche“

Der Staatssekretär für Kirchenfragen, Klaus Gysi, soll der NAK einer belegten Aussage zufolge ausgesprochen freundlich gesinnt gewesen sein. Des Weiteren gibt es Hinweise darauf, dass einige hohe Geistliche der NAK als Spitzel in den Sicherheitsapparat der DDR eingebunden waren, um auch konvertierte Zeugen Jehovas, die von der SED aufgrund ihrer apolitischen Haltung und ihrer angeblichen Beeinflussung durch die USA als Feinde des Sozialismus verfolgt wurden, zu denunzieren.
Die neuere Forschung auf dem Gebiet der Kirchenpolitik in der DDR brachte Quellen zum Vorschein, die auch auf Konflikte zwischen der NAK und dem Regime hindeuten; so zum Beispiel bei Baugenehmigungen oder durch die Haltung der Kirche gegenüber Jugendweihen. Olaf Wieland beschreibt die „Anpassung, Kooperation und Kollaboration“ der NAK im DDR-Staat und fordert ein öffentliches Schuldbekenntnis.

## Richtungsstreit in der Nachkriegszeit

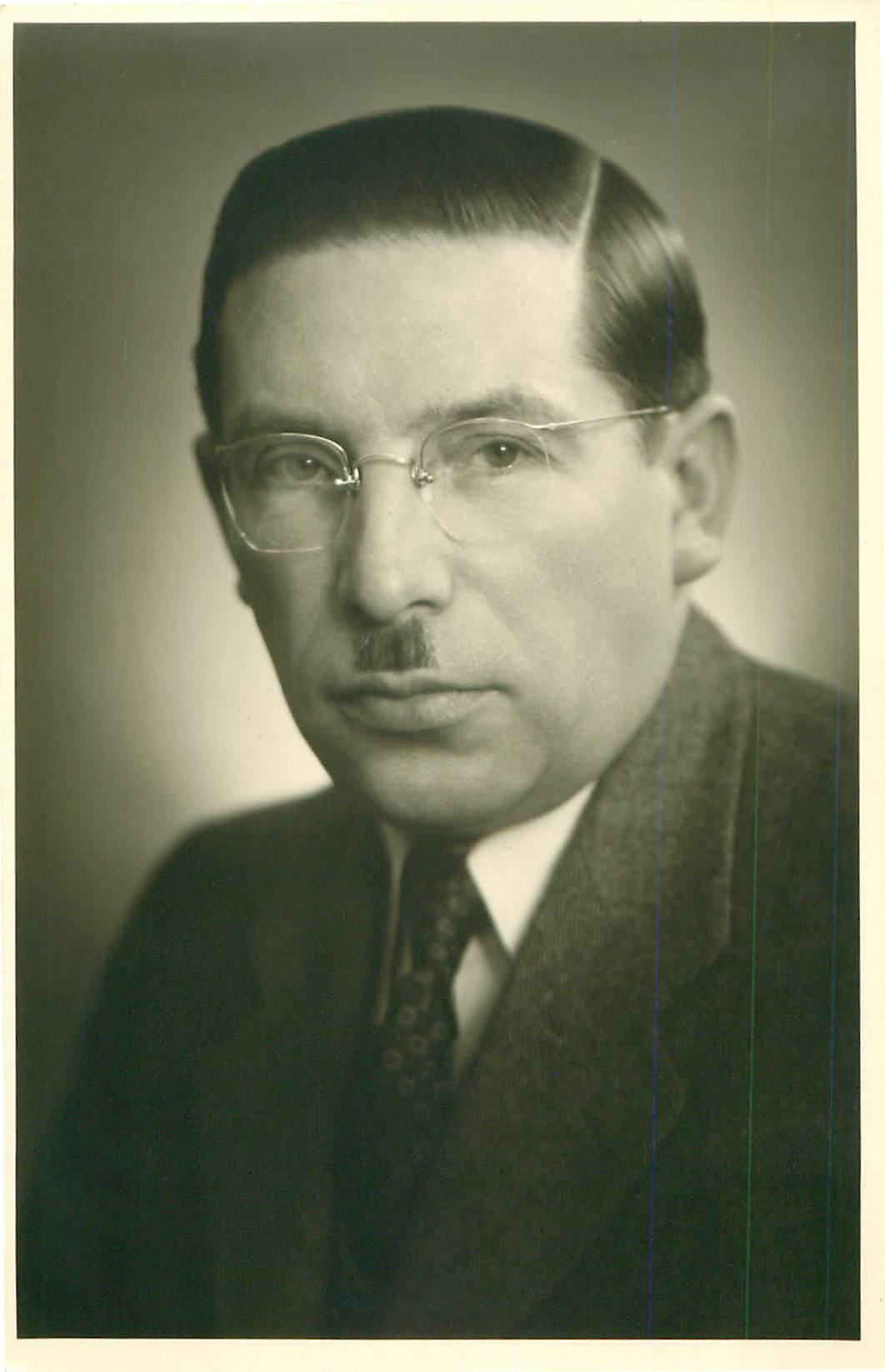
Bezirksapostel und ordinierter Stammapostel Peter Kuhlen (Aufnahmedatum unbekannt)

Die Vormachtstellung des Stammapostelamts erfuhr aufgrund der befürwortenden Haltung der Kirchenleitung gegenüber dem NS-Regime und der Kriegsführung der Wehrmacht, die durch die eigenen Kirchenmedien auch im Ausland propagiert wurde, in der Nachkriegszeit den bis dahin größten Widerstand. Zu dieser Situation trugen auch die abgeschnittenen Kommunikationswege während des Krieges und spätere Sanktionierungen gegen deutsche Geistliche, z. B. Einreiseverbote, und die daraus erschwerte Leitung der Auslandsgemeinden bei. Besonders mit Wortführern aus der Schweiz, den Niederlanden und dem Saarland führte dies laut Schmolz und der AG Geschichte der NAKI zu Auseinandersetzungen mit Stammapostel Bischoff und ihm nahestehenden Aposteln auf verschiedenen Ebenen:
- die Einführung einer Altersgrenze für alle Apostel, einschließlich des Stammapostels mit Amtszeitbegrenzung
- die Einführung eines demokratischen Kollegialitätsprinzips innerhalb der Kirchenführung; dieses Anliegen vertrat besonders der schweizerische Bezirksapostel Ernst Güttinger[75]
- höhere Kompetenzen des Apostelkreises gegenüber dem Stammapostel, z. B. bei der Kontrolle über den Friedrich Bischoff Verlag, worauf vor allem Bezirksapostel Peter Kuhlen drängte
- regionale Sonder- und Autonomierechte, z. B. bei Amtsordinationen, Kirchenzeitschriften
- teilweise Konflikte um die Lehre, z. B. Eschatologie, Sakramentsverständnis, Weissagungen

Zentrale Konfliktherde wurden die Satzung des Apostelkollegiums sowie die Person Peter Kuhlen. Nachdem Stammapostel Bischoff seine anfängliche Zustimmung zur Einführung einer allgemeinen Altersgrenze 1938 zurückgezogen hatte und eine Regelung für seine Nachfolge auch während des Krieges gescheitert war, ging die Mehrheit der damaligen Apostel ab 1946 dazu über, ohne Bischoffs Wissen eine solche aufzugleisen. Obwohl seine Rolle in diesem Findungsprozess widersprüchlich wiedergegeben wurde, steht fest, dass sich die deutschen Apostel auf Peter Kuhlen als zu empfehlenden Nachfolger einigten. Durch Vermittlung des damaligen Apostels Walter Schmidt stimmte der anfangs brüskierte Stammapostel Bischoff einer Einsetzung Kuhlens als Nachfolger zu, nachdem dieser im zweiten Wahlgang einer Apostelversammlung im Mai 1948 gewählt worden war. Am 1. August ordinierte Stammapostel Bischoff Kuhlen „im Namen und Auftrag des Apostelkollegiums“ zum Stammapostel und seinem Nachfolger. Er sollte bis zu seiner Dienstunfähigkeit oder Tod als Stammapostelhelfer dienen. Später bezeichnete Bischoff diese Ordination als „ohne Gottes Willen“ erfolgt und sich selbst als dazu von der Mehrheit genötigt. Vorerst aber stieg der interne Einfluss von Kuhlen als Stammapostelhelfer, und die auf Reform drängende Mehrheit im Apostelkreis setzte 1949 eine kollegialere Kompetenzverteilung in einer Satzungsreform durch, wonach der Stammapostel als Primus inter pares zu agieren habe.
1950 jedoch änderten sich die Kräfteverhältnisse durch neu ordinierte Apostel, die Stammapostel Bischoff loyal und zugetan waren, sowie den Seitenwechsel der Apostel Schmidt und Weinmann deutlich. Die Kompetenzen des Stammapostelhelfers Kuhlen wurden wiederholt beschnitten, die erneuerte Satzung rückgängig gemacht und so die Führungsstellung des Stammapostels gestärkt. Ebenfalls ausschlaggebend war der Einfluss von Seiten der Kirchenzeitschrift Unsere Familie, die unter der redaktionellen Führung von Friedrich Bischoff und Gottfried Rockenfelder stand. Versuchten sie bereits in den Jahren davor die außerordentliche Stellung des Stammapostels zu untermauern und eine unbedingte Nachfolge ihm gegenüber einzufordern, ging man 1950 strategisch gegen Stammapostelhelfer Kuhlen vor: In dem im November erschienenen Jahreskalender lancierten sie einen Artikel, laut dem Gott Stammapostel Bischoff „noch keinen Nachfolger gezeigt“ habe; damit wurde die Legitimation der Ordination Kuhlens 1948 unmissverständlich abgestritten. Infolgedessen trat Kuhlen nur Tage später vom Amt als Stammapostelhelfer und designierter Nachfolger von Stammapostel Bischoff zurück. Während Kuhlen bis zu seinem Ausschluss 1955 ein relativ einflussreiches Mitglied des Apostelkollegiums blieb, fanden sich andere Kritiker isoliert wieder, wurden bereits ausgeschlossen oder trennten sich von der NAK, wie z. B. der Niederländer Lambertus Slok, die schweizerischen Apostel Ernst und Otto Güttinger sowie der Saarländer Herbert Schmidt.

## „Botschaftszeit“

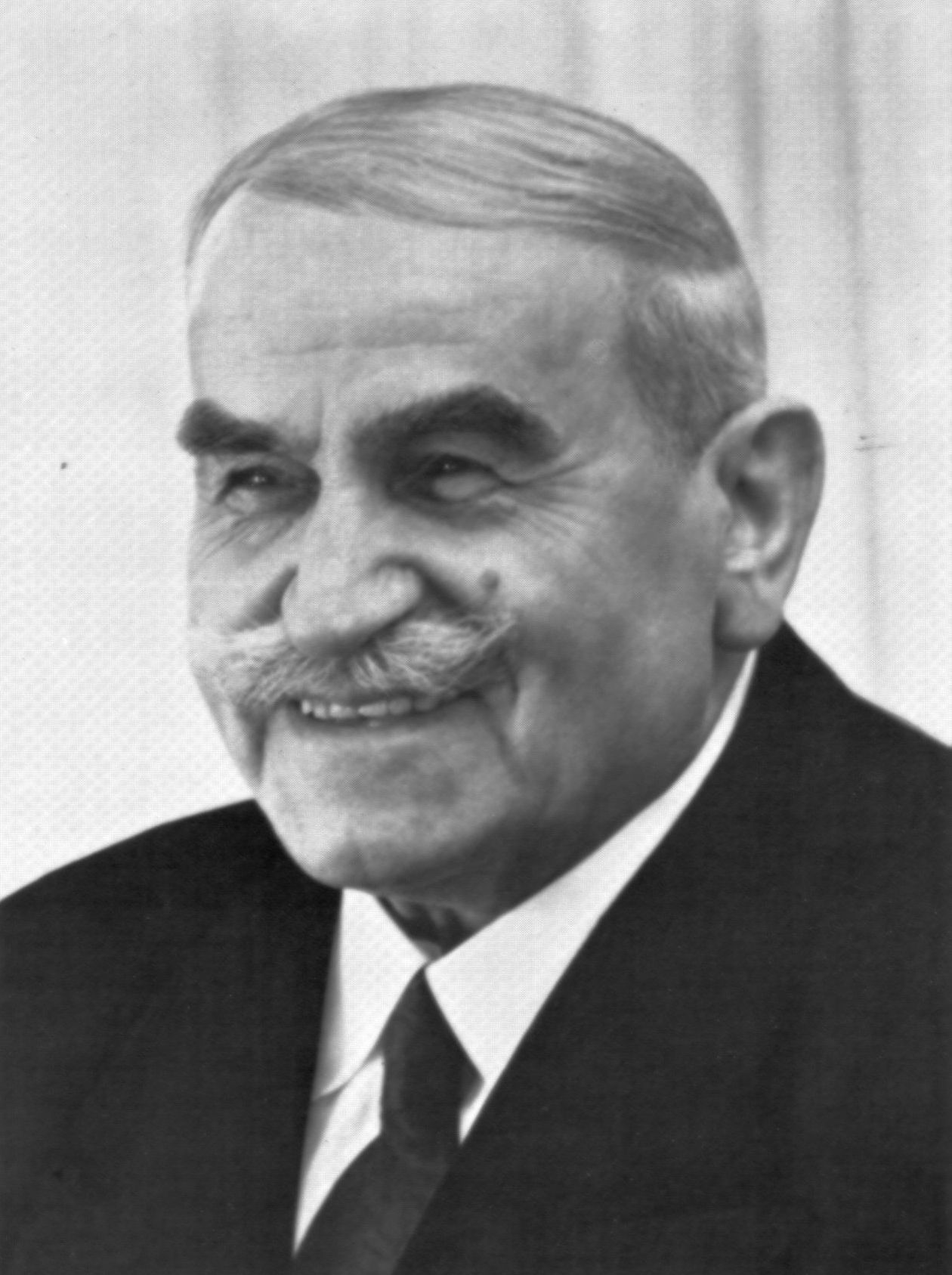
Stammapostel Johann Gottfried Bischoff (etwa 1955)

Zu Weihnachten 1951 verkündete Stammapostel Johann Gottfried Bischoff in einem Gottesdienst in Gießen, dass die Wiederkunft Jesu Christi zu seinen Lebzeiten stattfinden werde. Diese Verkündigung, die Bischoff bereits ab 1950 offensiv vertrat, ist innerkirchlich unter dem Begriff „Botschaft“ bekannt geworden. Der Stammapostel führte sie später auf eine unmittelbare, persönliche Offenbarung durch Jesus Christus sowie auf ihm zugetragene Offenbarungen anderer Mitglieder zurück. Die genauen Umstände, unter denen Bischoff diese Offenbarung erhalten haben will, sind bis heute unklar und teils widersprüchlich überliefert.
Die Verkündigung der „Botschaft“ bewirkte einen neuapostolischen status confessionis. Demnach war es vielerorts verbindlich, dass man bei Versiegelungen, Ordinationen oder anderen kirchlichen Handlungen den persönlichen Glauben daran bekannte. Die Neuapostolische Kirche durchlebte in der Folge eine tiefe Krise, aus der mehrere neue Gruppierungen hervorgingen, die sich mehrheitlich um den ausgeschlossenen Apostel Peter Kuhlen sammelten (vgl. Vereinigung Apostolischer Gemeinden).
Als Bischoff 1960 starb und die Wiederkunft Christi nicht eingetreten war, äußerte das Apostelkollegium, Gott habe „seinen (durch Stammapostel Bischoff geäußerten) Willen geändert“ und der Menschheit eine nochmalige „Gnadenfrist“ gewährt. Die Neuapostolische Kirche ließ diese Auffassung lange unangetastet. Noch 1996 brachte der damalige Stammapostel Fehr in der Kirchenzeitschrift Unsere Familie zum Ausdruck, dass die Nichterfüllung der Botschaft „mit dem Verstand letztlich nicht erklärt“ werden könne, dies aber „ihren göttliche[n] Charakter“ nicht in Frage stelle. Am 13. Mai 2013 veröffentlichte Stammapostel Leber die erste Stellungnahme zur „Botschaft“. Am 29. November 2014 unterzeichneten Vertreter der NAK und der Vereinigung Apostolischer Gemeinden (VAG), darunter Stammapostel Schneider, in Düsseldorf eine gemeinsame Versöhnungserklärung. In beiden Dokumenten erklärte die NAK, dass sich vom biblischen Standpunkt grundsätzlich jede göttliche Vorhersage erfüllen müsse und sich folglich die Bewertung ableiten ließe, die Botschaft Bischoffs sei nicht göttlichen Ursprungs gewesen. Deshalb hätte aus heutiger Sicht der Kirche die Botschaft „in dieser Form keinen Einzug in die Lehre und Verkündigung finden dürfen“.
Der Historiker Dominik Schmolz sieht mögliche Gründe für die Entstehung der Botschaft im weltpolitischen Kontext der Nachkriegszeit, in der theologischen Bewertung der zeitgleichen innerkirchlichen Konflikte durch Bischoff und in dessen Persönlichkeit. Helmut Obst geht von einem Manöver aus, um sich mit scheinbar göttlicher Legitimation der Nachfolgeregelung um Peter Kuhlen zu entledigen. Andere Beobachter sehen eine treibende Kraft hinter Friedrich Bischoff, der zum Schutz seiner Kontrolle über den Verlag Friedrich Bischoff den Konflikt gefördert haben soll.

## Selbstisolierung und Gehorsamsstruktur
Bis zur Mitte des 20. Jahrhunderts war es aufgrund des Autoritätsverständnisses und des gesellschaftskonservativen Klimas üblich, einem höher gestellten Amtsträger unbedingt Folge zu leisten. In die neuapostolischen Lehre fand diese Haltung unter den biblisch angelehnten Bezeichnungen Nachfolge, Glaubensgehorsam oder kindlicher Glaube Eingang. Eine offizielle Lehraussage im Lehrbuch Fragen und Antworten über den neuapostolischen Glauben befand:

„Unter Glaubensgehorsam verstehen wir das Unterordnen des menschlichen Willens unter den göttlichen Willen, der sich für den neuapostolischen Christen in Wort und Lehre der Apostel offenbart.“

Damit verbunden wurde deshalb auch erwartet, bei persönlichen Lebensentscheidungen Amtsträger zu befragen und deren Entscheidung Folge zu leisten, da diese dem göttlichen Willen entsprächen. Das mutwillige Versäumen eines Gottesdienstes wurde im selben Lehrbuch als eine „schwere Sünde“ bezeichnet, die den Entzug göttlichen Segens nach sich ziehe. Unter dem bis heute erhaltenen Schlagwort des „Überwindens“, in Anlehnung an Offenbarung 21,7 , galten jahrzehntelang rigide bis fundamentalistische Ansprüche an die Lebensgestaltung, in der „weltliche“ Aktivitäten und Kontakte verpönt waren. Mit einer hohen zeitlichen Beanspruchung durch mehrere als verbindlich betrachtete Kirchendienste, einer engmaschigen Beziehung zum „Seelsorger“ eines Haushalts sowie alltagsbestimmenden Regeln – so waren Kino-, Karneval- und Diskothekenbesuch, Tanzen, Fernsehen, Mitgliedschaft in außerkirchlichen Vereinen, für Frauen das Tragen von Hosen sowie Bärte oder Langhaarschnitt für Männer verpönt oder untersagt – übte die NAK eine hohe soziale Kontrolle über ihre Mitglieder aus.
Als sich in Deutschland durch die 68er-Generation der politische Zeitgeist änderte, ging diese Entwicklung aufgrund der zurückgezogenen „Igelposition“ an der NAK vorbei. Es blieb bis in die 1980er Jahre bei einer straff hierarchischen und autoritären Struktur. Dies wurde von Religionswissenschaftlern ebenso wie von ehemaligen Mitgliedern (teils bis heute) kritisiert, da die Forderung nach Gehorsam gegenüber den Weisungen von Stammapostel, Apostel und nachrangigen Ämtern mit der Entrückung bei der Wiederkunft Christi und der unverzeihbaren Sünde wider den Heiligen Geist als Druckmittel verknüpft wurde. Bis 1986 war es ebenfalls üblich, Mitglieder vom Heiligen Abendmahl auszuschließen, falls sie sich aus Sicht der leitenden Amtsträger der Kirchenmoral entzogen. Ein weiteres Sektenmerkmal sah man in der strengen antagonistischen Rhetorik gegenüber der Außenwelt und Außenstehenden als Einflussgebiet des Teufels und ständige Versuchung, die der Einzelne durch einen Lebenswandel im Glaubensgehorsam „überwinden“ müsse. Kritiker wie der Psychologe Olaf Stoffel bezeichneten diese Form der Inhaltsvermittlung als klassisches Mittel einer Indoktrination und Gehirnwäsche und beklagten die fördernden Umstände für die Erkrankung an ekklesiogenen Neurosen. Neben zahlreichen anderen warf Stoffel der NAK auch vor, innerhalb dieser religiösen Gehorsamsstruktur und vor der vorgeworfenen Drohkulisse Gläubige zu Zeit- und Geldopfern zu drängen. Ab 2020 unternahmen die NAK-Ableger in den Niederlanden und in Westdeutschland erste Schritte, das in dem beschriebenen Zeitabschnitt verursache Leid anzuerkennen und Entschuldigungen auszusprechen.
Andere Kritikpunkte betrafen den Absolutheitsanspruch, die Rolle der Frau, intransparenten oder unangemessenen Umgang mit den Kirchengeldern, Homophobie und sexuelle Gewalt, den Stammapostelkult und die Haltung der NAK zu ihrer NS- und DDR-Geschichte.
Gründe für die Isolierung nach außen sehen Historiker und Konfessionskundler vor allem im Umgang der NAK mit der gescheiterten „Botschaft“, der darauf folgenden Kritik von außen und Glaubenskrisen unter den Stammaposteln Schmidt und Streckeisen. Im Amtsblatt versinnbildlichte die Kirchenführung 1962 ihre Haltung mit dem Satz:

„Wir sehen uns rings von Feinden umgeben und haben nur noch einen Weg frei nach vorne!“

Zu dieser selbst gewählten Isolierung trug Stammapostel Schmidt ab 1967 auch durch den Ausbau des kirchlichen Unterrichts für Kinder und Jugendliche bei, die er ebenfalls mit dem Schutz vor dem Einfluss der Außenwelt in Form des schulischen Religionsunterrichts begründete. Von führenden Geistlichen finden sich in Predigten und dem Amtsblatt markante Zitate aus der Zeit von Bischoffs Tod bis 1978, die auf den Glauben an die unmittelbare Wiederkunft und unbedingten Glaubensgehorsam drängten, während Zweifel daran als Gefährdung des eigenen Seelenheils oder Grund für die Hinauszögerung der Wiederkunft Christi stilisiert wurden.
Der 2010 erschienene und mehrfach ausgezeichnete Dokumentarfilm Alias des Regisseurs und Protagonisten Jens Junker über dessen Suche nach seinem leiblichen Vater thematisiert auch die neuapostolische Seelsorge unter dem Einfluss des dogmatischen Glaubensgehorsams.

## Reformen

### Öffnungsprozess
Mit Stammapostel Urwyler begannen die ersten Schritte hin zur Öffnung der Kirche. So wandte er sich 1982 gegen die soziale Ächtung von ausgeschlossenen Mitgliedern. 1986 brachte er eine Wende in Lehre und Praxis, indem er den Ausschluss vom Heiligen Abendmahl durch Amtsträger aufhob und die Teilnahme am Sakrament in das persönliche Ermessen stellte. Darauf folgend prägte er das Prinzip der „Eigenverantwortung“, das sich auch unter Stammapostel Fehr in einer veränderten Haltung zur Lebensgestaltung der Mitglieder und einer neuen Rolle des persönlichen Seelsorgers ausdifferenzierte. Trotz dieser inneren Dynamiken sah sich die NAK in den 1990er Jahren starker Kritik – vor allem von ehemaligen Mitgliedern – in Medien, öffentlichen Diskussionsveranstaltungen, einschlägigen Bucherscheinungen und dem Internet ausgesetzt. Besondere Aufmerksamkeit erhielt die Gruppe „Freunde der reinen Jesulehre“ um den Schaffhauser Erwin Meyer-Widmer, der in zahlreichen offenen Briefen die NAK im Allgemeinen und Stammapostel Fehr im Besonderen kritisierte; dabei trat die Kirche über das „Gremium für besondere Angelegenheiten“ mehrmals in den Dialog mit ihm.
Zu Beginn der Amtszeit von Stammapostel Fehr signalisierte die NAK wenig Reformfreude, weshalb die Kritikwelle entscheidend für die Fortführung von Urwylers Kurs war. Beim NAK-Kritiker Heinz-Peter Tjaden finden sich zahlreiche Zitate aus der Zeit von 1988 bis 1990, die eine strenge Einforderung des Glaubensgehorsams dokumentieren. Der Berliner Bezirksapostel Fritz Schröder wandte sich 1994 harsch gegen öffentliche Kritik an der NAK. Berüchtigt wurde eine Aussage Fehrs, die unter anderem 1991 in der Zeitschrift Unsere Familie zu lesen war:

„Das Wort ‚Kritik‘ steht nirgends in der Bibel. Also hat es bei uns im Werke Gottes [Anm.: gemeint ist die NAK] auch nichts zu suchen.“

1996 wies Fehr in Unsere Familie zahlreiche Punkte der öffentlichen Kritik ausführlich zurück, entschuldigte sich jedoch als Erster in seinem Amt für begangene Fehler der Kirche in der Seelsorge und gestand diese 1997 auch öffentlich in einem Gottesdienst ein. Mit ihrem unter Fehr angestoßenen ökumenischen Öffnungsprozess änderte die NAK dahingehend Richtlinien zur Seelsorge sowie viele Lehraussagen (Letzteres besonders später unter Stammapostel Leber), zum Teil drastisch. Bei beiden Stammaposteln kam es erneut zu freundlichen Annäherungen an andere apostolische Gemeinschaften. So lud Fehr 2000 und 2001 zu den ersten und bisher einzigen apostolischen Konzilen in Zürich ein, bei denen das zwischenkirchliche Verhältnis sowie theologische Gemeinsamkeiten erörtert und in Abschlusserklärungen festgehalten wurden.
Laut der evangelischen Weltanschauungsbeauftragten Annette Kick äußerte sich die „Entsektung“ der NAK auch dadurch, dass sie im Zuge des Öffnungsprozesses frühere Ansprüche der Unfehlbarkeit der Apostel hinsichtlich der Lehre von der „zeitgemäßen“ Wortverkündigung und der Bedeutung neuzeitlicher Offenbarungen gegenüber biblischen Überlieferungen deutlich zurückgewiesen bzw. relativiert habe.

### Annäherung an andere Kirchen
Der erste belegte Kontakt zwischen der NAK und der ökumenischen Bewegung kam 1963 durch den Ökumenischen Rat der Kirchen zustande. Stammapostel Schmidt lehnte eine Anfrage damals ab, da er eine Beeinflussung von außen und interne Konflikte befürchtete. 1993 veröffentlichte die NAK unter Stammapostel Fehr eine Stellungnahme, die mit dem Satz endete: „Die Neuapostolische Kirche distanziert sich von der Ökumene. Sie sieht in ihr keinen geeigneten Weg zum Einssein in Christo.“ 1998 relativierte er diese Haltung erstmals. Ein Jahr später gründete die Neuapostolische Kirche International die Projektgruppe Ökumene, um die Vereinbarkeit der Ökumene mit der neuapostolischen Lehre zu prüfen, und stieß damit den Öffnungsprozess auch theologisch an. Inzwischen hat sich die NAK auf nationaler Ebene (in Deutschland beispielsweise in der Arbeitsgemeinschaft Christlicher Kirchen) auch institutionell der ökumenischen Bewegung angenähert.
Die erste bedeutsame Lehränderung in Richtung Ökumene erfolgte bei einer Informationsveranstaltung in Uster bei Zürich, bei der Stammapostel Leber die uneingeschränkte Anerkennung trinitarischer Taufen aussprach. Dies wurde oft als Meilenstein interpretiert, da die Anerkennung der Taufe bei einem Übertritt eines andersgläubigen, getauften Christen zur NAK vorher durch einen Apostel zugesagt werden musste. 2010 folgte durch die Revision des Glaubensbekenntnisses ein neues Verständnis der Kirche Jesu Christi, das jenem der Charta Oecumenica nahe kommt. Ebenfalls 2006 veröffentlichte die Neuapostolische Kirche International eine erste offizielle Erklärung zur Ökumene.
Zu ersten bemerkenswerten Kontakten zur römisch-katholischen Kirche kam es bei der Kondolenz des Stammapostels Fehr zum Tod von Papst Johannes Paul II. im Jahr 2005, den er als eine „in aller Welt geschätzte Persönlichkeit des christlichen Glaubens“ würdigte. Auch Stammapostel Leber kam mehrmals mit dem Heiligen Stuhl in freundlichen Kontakt.
Auffällig ist auch eine in der NAK-Literatur zu beobachtende veränderte Haltung gegenüber der Reformationsbewegung. Während die vormalige Sichtweise gespalten war und die Reformation als einen gescheiterten Versuch zur Wiederherstellung urchristlicher Verhältnisse betrachtete, finden sich seit 2015, u. a. mit Bezug auf das 500-jährige Reformationsjubiläum, Inhalte mit ausgesprochen anerkennender Haltung. Die vormalige Sichtweise ist auch in der offiziellen Betrachtung im Katechismus nicht mehr vorhanden.
Stammapostel Leber lobte 2006 in seinem Interview mit der evangelischen Nachrichtenagentur idea die weltweiten Evangelisationsbemühungen anderer Christen, auf die die NAK angewiesen sei.
Die ökumenische Öffnung der Kirche stieß in der jüngeren Geschichte der NAK mehrmals auf inneren Widerstand. 2001 nahm die NAK in Niedersachsen an einem ökumenischen Gottesdienst in Bovenden teil, was eine Woche später durch ein Rundschreiben von Stammapostel Fehr untersagt wurde und bis heute noch für gemeinsame Sakralhandlungen gilt. Dabei tat sich besonders Bezirksapostel Klaus Saur als Skeptiker einer zu starken ökumenischen Anbindung der NAK hervor. Der US-amerikanische Bezirksapostel Richard C. Freund betonte in einem internen Rundschreiben, den Standpunkt der Exklusivität keinesfalls aufgeben zu wollen. Auch die Verbindungen der NAK Norddeutschland zur Anskar-Kirche unter Bezirksapostel Wilhelm Leber wurden später bei den 2007 bekannt gewordenen Konflikten um die Gemeinde in Hamburg-Blankenese teils kritisch gesehen.

### Frauen in geistlichen Ämtern
In den Anfangsjahren der Kirche (offiziell bis 1952) gab es das Amt der Diakonissin oder Diakonisse, das in seinem Aufgabenbereich dem des Diakons entsprach. Das Amt wurde noch 1938 in der damaligen Version des offiziösen Fragen und Antworten über den neuapostolischen Glauben explizit aufgeführt. Laut dem Lehrbuch Das Entschlafenenwesen (1986) fungierten solche unter Stammapostel Niehaus auch als „Amtskrippe“, sprich als stellvertretende Empfängerinnen für die Spendung von Sakramenten an Verstorbene. Einem schriftlichen Bericht von Stammapostelhelfer Bischoff 1929 zufolge übernahmen Diakonissinnen während des Ersten Weltkriegs in Deutschland vereinzelt die Spendung des Heiligen Abendmahls. Das Amt existierte bereits in den Vorgängergemeinschaften, sprich (zeitweilig) in der katholisch-apostolischen Kirche sowie in der allgemeinen christlichen apostolischen Mission. Außerdem waren laut Helmut Obst noch bis zu Beginn des 20. Jahrhunderts auch Frauen in der NAK als Prophetinnen aktiv. Nach 1952 erlöschten vorerst sämtliche geistliche Tätigkeiten von Frauen in der NAK.
Von ehemaligen Mitgliedern wurde in den vergangenen Jahrzehnten wiederholt kritisiert, dass die NAK Frauen nicht nur von geistlichen Ämtern und dadurch auch Entscheidungspositionen ausgeschlossen, sondern sie in Lehre und Seelsorge auch in eine dem Mann explizit untergeordnete, kirchlich zweitrangige und sexistische Geschlechterrolle als „Gehilfin“ des Ehemanns (Gen 2,18 ), Mutter und Hausfrau gedrängt habe. Die dadurch gestörte Individuation und Persönlichkeitsentfaltung habe laut einer Untersuchung des psychologischen Instituts der Universität Hamburg mit Aussteigerinnen und Aussteigern endzeitlicher Gruppierungen, inklusive der NAK, zu einem Gender-Gap im psychischen sowie physischen Wohlbefinden und in der Qualität familiärer Beziehungen geführt.
Gegen verstärkte Rufe nach Gleichstellung in der NAK, vor allem ab den 1990er Jahren, hielt die NAK bisher dagegen, dass Frauen in führenden geistlichen Stellungen in vielen Gegenden der Erde oft nicht die ausreichende Anerkennung finden, oder argumentierte mit dem Vorbild der biblischen Apostel. Stammapostel Fehr äußerte sich bei einer Pressekonferenz kurz nach seiner Ruhesetzung positiv gegenüber einer Öffnung des Amtskörpers zur Diakonissin. Stammapostel Leber ging 2010 noch einen Schritt weiter und kündigte gegenüber dem Westfalen-Blatt an:

„Ich möchte in den nächsten Jahren darüber diskutieren, ob und wie wir regional in Europa künftig Frauen Zugang zu Ämtern verschaffen und sie nicht nur in der Jugendarbeit und der Musik mitwirken lassen.“

Anlässlich des neuen Amtsverständnisses 2019 erklärte Stammapostel Schneider, dass der Apostelkreis in naher Zukunft eine endgültige Entscheidung in der Frage der Frauenordination fällen werde. Bereits 2018 antwortete Kirchensprecher Peter Johanning auf öffentliche Anfrage, dass von der Einführung der Frauenordination in absehbarer Zeit „stark auszugehen“ sei.
Am 20. September 2022 schließlich gab Stammapostel Schneider in einer weltweiten IPTV-Übertragung bekannt, dass ab 1. Januar 2023 in der Neuapostolischen Kirche Frauen in sämtliche geistlichen Ämter ordiniert werden können. Diese Entscheidung erfolgte der Verlautbarung gemäß mit allen Aposteln der weltweiten Kirche. Zur theologischen Begründung führte Schneider aus, dass sowohl Mann als auch Frau nach dem „Bild Gottes“ erschaffen seien; sie besäßen folglich dasselbe Wesen, dieselbe Würde und derselbe in der Schöpfungsgeschichte begründete „Auftrag zur Herrschaft“. Dass Frauen in der NAK bisher in keine Ämter ordiniert wurden und auch zu Zeiten der biblischen Apostel ihrer Auslegung nach in keine geistlichen Ämter ordiniert worden seien, hänge nach heutigem Verständnis nicht mit einer fehlenden theologischen Amtsvollmacht zusammen, sondern mit gesellschaftlichen und kulturellen Gegebenheiten, die eine sachdienliche Ausführung des Amtsauftrags verunmöglicht hätten. Folglich sollen Frauen auch nur dort in geistliche Ämter ordiniert werden, wo aus Sicht der Kirchenleitung die gesellschaftliche Anerkennung gewährleistet ist. Trotz dieser Opt-Out-Möglichkeit kam es vor allem in Zentralafrika sowie im südlichen Afrika zu massiven Protesten und einer Welle von Abspaltungen.

## Abspaltungen

### Entstandene Gemeinschaften

Das Logo der Vereinigung Apostolischer Gemeinden (VAG), einem Zusammenschluss, der von Abspaltungen der NAK aus der „Botschaftszeit“ initiiert wurde.

Im Laufe der Geschichte der Neuapostolischen Kirche bzw. der direkten Vorgängergemeinschaften „Apostolischen Gemeinde“ und „Apostolische Zending“ kam es aufgrund unterschiedlicher Auffassungen in der Lehre, Konflikten um die Amtsnachfolge oder regionale Autonomie sowie persönlicher Differenzen zwischen einflussreichen Geistlichen zu einer Vielzahl von Abspaltungen, wovon die meisten sich in Deutschland und den Niederlanden ereigneten. Zu den bedeutendsten gehören:
| Gemeinschaft                                 | Trennungsjahr | Geografischer Schwerpunkt            |
| -------------------------------------------- | ------------- | ------------------------------------ |
| Alt-Apostolische Gemeinde                    | 1886          | Mitteldeutschland                    |
| Hersteld Apostolische Zendingkerk            | 1897          | Niederlande                          |
| Apostelamt Juda                              | 1902          | Brandenburg, Schlesien               |
| Alt-Apostolische Kirche                      | 1913–1926     | Südafrika                            |
| Reformiert-Apostolischer Gemeindebund        | 1921          | Ostdeutschland                       |
| Hersteld Evangelische Apostolische Gemeente  | 1925/1926     | Niederlande                          |
| Nieuwe Hersteld Apostolische Zendinggemeente | 1930          | Niederlande                          |
| Christlich-apostolische Gemeinde             | 1933          | Berlin, Pommern, Ostpreußen          |
| Vereinigung „Christen unserer Zeit“          | 1949          | Baden, Hessen                        |
| Apostolisch Genootschap                      | 1951          | Niederlande                          |
| Apostolische Gemeinde des Saarlands          | 1952          | Saarland                             |
| Gereja Kerasulan Pusaka                      | 1953          | Indonesien                           |
| Vereinigung Apostolischer Christen           | 1954          | Schweiz                              |
| Apostolische Gemeinschaft                    | 1955          | Nordrhein-Westfalen                  |
| Apostolische Stichting                       | 1955          | Niederlande                          |
| Apostolic Church of South Africa             | 1955          | Südafrika                            |
| Union des Chrétiens Apostoliques             | 1955          | Frankreich                           |
| United Apostolic Church of India             | 1974          | Indien                               |
| Apostolische Gemeinde Wiesbaden              | 1988/89       | Hessen                               |
| Apostolische Gemeente in Nederland           | ca. 1990      | Niederlande                          |
| Indian New Apostolic Church                  | 2013          | Indien                               |
| True Apostolic Church                        | 2022          | Sambia, Malawi, Tansania             |
| Église Néo-Apostolique Authentique           | 2022          | Demokratische Republik Kongo, Angola |

### Historische Ursachen
Die Lehre vom Neuen Licht führte mehrmals zu Spaltungen von der NAK. Eine Gruppe um Julius Fischer, einen besonders radikalen Vertreter der Lehre, betonte sogar, die leibliche Wiederkunft Christi werde nun nicht mehr stattfinden, da Christus bereits im Apostelamt der Kirche wiedergekommen sei. Dies führte zu einer ersten Spaltung und der Gründung des Apostelamtes Juda im Jahre 1902. Nur wenige Jahre zuvor, 1897, trennte sich in den Niederlanden im Gegensatz dazu die Hersteld Apostolische Zendingkerk (HAZK) von Krebs unter Martinus van Bommel, der andere entschiedene Gegner der Lehre vom Neuen Licht und Befürworter des Prophetenamtes um sich scharte. Auch Apostel Rockenfelder jun. und Walter Heubach gingen unter anderem aufgrund des Verschwindens des Prophetenamts sowie anderer katholisch-apostolischer Traditionen in der NAK ab 1989 eigene Wege mit der Apostolischen Gemeinde Wiesbaden.
Der schwindende Einfluss des Prophetenamts, vor allem aber Differenzen um das Stammapostelamt, spielten auch bei den Konflikten zwischen Hermann Niehaus und Heinrich Friedrich Niemeyer eine Rolle, die 1911 zu getrennten Wegen (nicht aber einem eigentlichen Schisma) zwischen der NAK und der bereits existenten Apostolic Church of Queensland (ACQ) führten. Nach einer Apostelversammlung in Deutschland wurde der australische Apostel Hermann Niemeyer während der Heimfahrt als Mitglied des Apostelrings vorübergehend suspendiert. Er forderte Autonomierechte für die australischen Gemeinden, die Niehaus nicht zugestand; zudem kam es zu Konflikten um Niemeyers Anwerbungsversuche für neue Australienauswanderer aus Deutschland. Nachdem es Niemeyer ablehnte, sich unter die Führung des dienstjüngeren Niehaus zu stellen, ließ dieser sich am 21. September 1921 in Bielefeld von allen Aposteln das Vertrauen aussprechen und schloss sie in einem eigenen Verein, dem Apostelkollegium der neuapostolischen Gemeinden Deutschlands, zusammen. Auch der Apostel für Südafrika, Carl Georg Klibbe, der Unabhängigkeit vom Stammapostel in der regionalen Leitung einforderte, sagte sich bis 1926 mit seiner Alt-Apostolischen Kirche (Old Apostolic Church) los. Da diese Gemeinschaft 1931 eine Million Mitglieder zählte, könnte es sich dabei um die zahlenmäßig größte Abspaltung in der Geschichte der NAK handeln. 
Zu einem besonders spannungsreichen Konflikt kam es zwischen Stammapostel Niehaus und Apostel Carl August Brückner, den er ursprünglich als Nachfolger im Stammapostelamt ausersehen hatte. Dieser hatte sich seit 1917 gegen die zunehmend von Träumen und Visionen geleitete Führung, die er auch für die gescheiterten Prophetien zum Ausgang des Ersten Weltkriegs verantwortlich machte, den Machtanspruch sowie den Personenkult um das Stammapostelamt gewandt; darüber hinaus war er ebenfalls ein Gegner der Lehre vom Neuen Licht. Bestätigte der damalige Apostel J.G. Bischoff ihn anfangs in seiner Haltung, fand sich Brückner in der Auseinandersetzung mit Niehaus bald allein. Helmut Obst geht denn auch davon aus, dass es Bischoff war, der Niehaus von einer Versöhnung mit Brückner abriet und 1920 selbst zum Stammapostelhelfer ordiniert wurde. Der Konflikt mit Brücker eskalierte schließlich, so dass er am 17. April 1921 mit zahlreichen anderen aus der Kirche ausgeschlossen wurde. Er gründete mit Apostel Max Ecke und etwa 6.000 Anhängern den Reformiert-Apostolischen Gemeindebund.
Der Abspaltung der Apostolisch Genootschap in den Niederlanden lagen neben lehrmäßigen Entfremdungstendenzen auch kriegsbedingte Animositäten und Führungskonflikte mit der deutschen Kirchenführung zugrunde. Die Ausschlüsse und Trennungen zwischen 1952 und 1955 in Deutschland, der Schweiz, Frankreich, Südafrika und den Niederlanden sind neben Nachwirkungen des Richtungsstreits ab 1946 und individuellen Faktoren insbesondere auf die Verkündigung der „Botschaft“ durch Stammapostel Bischoff zurückzuführen. Diese Gemeinschaften schlossen sich später unter dem Dach der Vereinigung Apostolischer Gemeinden (VAG) mit anderen apostolischen Gemeinschaften zusammen. Den energischsten Widerstand gegen die Dogmatisierung der Botschaft und die damit verbundene Radikalisierung unter den Mitgliedern markierte Bezirksapostel Peter Kuhlen mit einem offenen Brief an den Stammapostel im Januar 1955. Er wurde nach einer direkten Konfrontation bei einer Apostelversammlung am 23. Januar 1955 in Frankfurt in Abwesenheit mit zwei Aposteln sowie zahlreichen Amtsträgern seines Bereichs Rheinland aus der NAK ausgeschlossen.
Ende des Jahres 2022 kam es schwerpunktmäßig in Zentralafrika sowie im südlichen Afrika zu einer Mehrzahl an Schismen. Die Église Néo-Apostolique Authentique (ENA/A), die True Apostolic Church (TAC) sowie anderssprachige Ableger in den Anrainerstaaten haben sich im Zuge der Einführung der als unbiblisch verfemten Frauenordination unter massiven und teils gewalttätigen vorangehenden Protesten aus der NAK in der Demokratischen Republik Kongo bzw. Sambia gelöst. Andere Reibungspunkte sind eine vermeintlich fortgeschrittene Toleranz gegenüber Homosexualität innerhalb der NAK sowie eine grundsätzliche Skepsis gegenüber moderner Bibelexegese, während die Opposition selbst einen ausgeprägten Biblizismus vertritt. Führend bei der Abspaltungswelle war die ENA/A und der ihr heute als Stammapostel vorstehende Christophe Kabongo Kantu, welcher zuvor 12 Jahre als Apostel der NAK tätig gewesen ist. Nur wenige Tage nach der Gründung der ENA/A wurde Kabongo durch Stammapostel Schneider seines Amtes enthoben und aus der NAK ausgeschlossen.

### Versöhnungserklärungen
In die Amtszeit von Stammapostel Jean-Luc Schneider fallen auch historische Neuheiten wie offizielle Versöhnungserklärungen mit Abspaltungsgemeinschaften, so 2014 mit der Apostolischen Gemeinschaft und 2017 mit dem reformiert-apostolischen Gemeindebund. Dem gingen bereits mehrere regionale Initiativen voraus. Die Kontroversen um die Bewertung und den Umgang der NAK mit der Botschaftszeit halten jedoch bis heute an.

## Weitere Entwicklungen

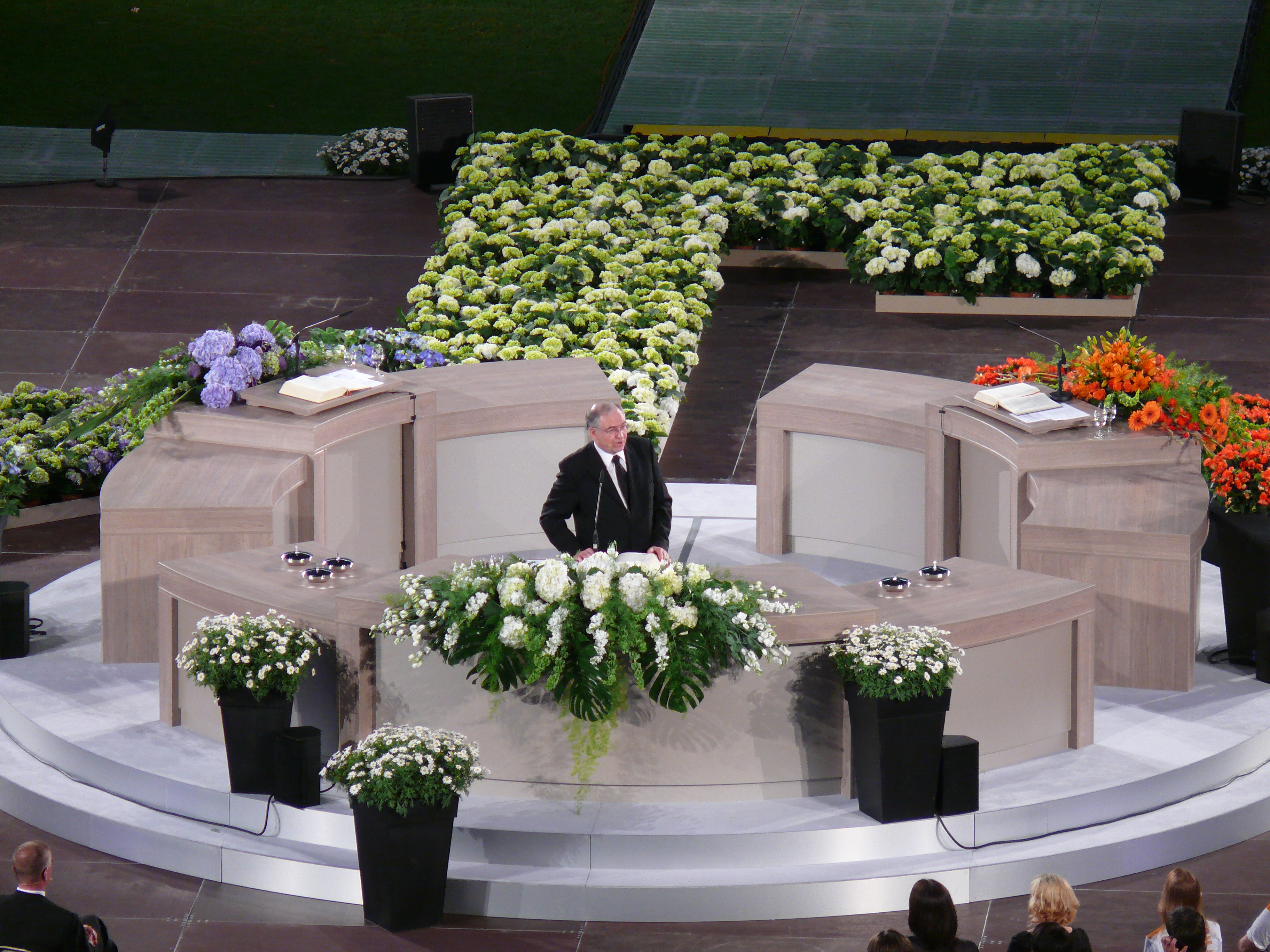
Stammapostel Leber während des Europa-Jugendtags 2009 in der LTU-Arena zu Düsseldorf

Strukturell hat sich die Verteilung der Mitgliederzahlen erheblich verschoben. War die NAK 1960 noch eine deutsch-europäische Gemeinschaft mit Dependancen in einigen außereuropäischen Ländern, so finden sich 2005 nur noch etwa fünf Prozent der Mitglieder in Europa; der weitaus größte Teil der neuapostolischen Christen lebt aufgrund der Missionserfolge unter den Stammaposteln Urwyler und Fehr heute in Afrika (über 80 %). In Deutschland war währenddessen hingegen zu beobachten, dass etliche Gemeinden geschlossen oder zusammengelegt worden sind; seit der Jahrtausendwende ist der deutsche Gemeindebestand bereits um über 45 % gesunken. Auch in der Schweiz fiel die NAK, neben der evangelisch-methodistischen Kirche, durch eine besonders hohe Anzahl von Kirchenverkäufen auf.
2014 fand der 1. Internationale Kirchentag der Neuapostolischen Kirche in München statt, an dem über 50.000 Gläubige teilnahmen. Darüber hinaus nahm die NAK in den letzten Jahren als Teil ihrer ökumenischen Öffnung auch an einigen evangelischen Kirchentagen teil. 2009 fand der erste weltweite Jugendtag mit ca. 30.000 Gläubigen in Düsseldorf statt.
Unter der Leitung von Stammapostel Schneider lassen sich Neuerungen erkennen, die teilweise im Kontrast zum bisherigen Selbstbild der Kirche stehen. So präsentierte Schneider 2018 die erste strategische Positionierung der NAK. Darin äußerte er sich kritisch über die aus seiner Sicht überhöhte Stellung der Kirche als Institution gegenüber der Bedeutung des Evangeliums in der Vergangenheit, wie er es zuvor schon wiederholt getan hatte. Auch äußerte sich Stammapostel Schneider im Vergleich zu seinen Amtsvorgängern deutlicher zu gesellschaftspolitischen Themen wie z. B. zum gesellschaftlichen Einfluss sozialer Netzwerke, zum Umweltschutz (Bewahrung der Schöpfung) und zur Flüchtlingsthematik. Des Weiteren finden sich Hinweise darauf, dass unter der Ägide Schneiders eine Abkehr von apokalyptischer Endzeitrhetorik kulminiert ist und stattdessen, trotz eschatologischer Ausrichtung, ein neues Narrativ von der „Zukunft der Kirche“ Einzug gefunden habe. Von Rückschlüssen zeitgeschichtlicher und gegenwärtiger Geschehnisse auf biblisch benannte „Zeichen der Zeit“ (vgl. Matthäusevangelium) distanzierte sich Schneider während der COVID-19-Pandemie, aber auch schon davor, deutlich.
An Pfingsten 2019 erneuerte die NAK ihre Amtshierarchie grundlegend. Dabei entfiel die weitere Ordinierung in priesterliche Ämter von Evangelist bis Bischof ersatzlos, wie es bereits seit 2017 für das Bezirksapostelamt der Fall ist. Im September 2022 kündigte er die bedingte Einführung der Ordination von Frauen in geistliche Ämter ab 2023 an.